# والا فلوسادوتیر
والا فلوسادوتیر (انگلیسی: Vala Flosadóttir؛ زادهٔ ۱۶ فوریهٔ ۱۹۷۸) ورزشکار دو و میدانی اهل ایسلند است.